# 于洛侯
于 洛侯（う らくこう、? - 477年頃）は、北魏の官僚・軍人。尉洛侯（うつらくこう）とも書かれる。酷吏として知られた。本貫は代郡。

## 経歴
前半生は知られておらず、北魏の東兗州刺史として正史に登場した。471年10月、南朝宋の将軍の垣崇祖が2万の兵を率いて鬱洲から東兗州に侵攻し、南城固に駐屯した。11月、これを撃破して、垣崇祖を鬱洲に追い返した。後に秦州刺史に転じたが、残忍な刑罰を濫用して、州民の恨みを買った。477年、秦州略陽県の民の王元寿らが反乱を起こすと、王元寿を撃破して、その妻子を捕らえ、都の平城に送った。だが、不法汚職の罪を問われて御史の弾劾を受けた。孝文帝は秦州に使者を送って兵士や民衆に布告し、洛侯を斬って民衆に謝罪した。

## 伝記資料
- 『魏書』巻89 列伝第77
- 『北史』巻87 列伝第75